# Dnevnik Očenašeka
Dnevnik Očenašeka je televizijska dramska miniserija u četiri epizode, prikazana od 15. siječnja 1969. na Televiziji Zagreb. Serija je adaptacija istoimena romana Vjekoslava Majera koji je dovršio povratkom iz Beča 1937. godine. Nije imao „modele” za svoje likove, već su oni proizvod njegove vlastite kreativnosti. Likovi su nadahnuti njegovim vlastitim životnim iskustvima.
Snimanje serije koja je trebala imati tri epizode, odvijalo se u Zagrebu, listopada i studenoga 1968.

## Radnja
Radnja se odvija u Zagrebu početkom 1937. godine i prikazuje život tzv. „malih ljudi” iz predgrađa, koji pokušavaju preživjeti još uvijek neprevladane posljedice Velike gospodarske krize, ali i postaju svjesni svjetske katastrofe koja se približava.

## Glumačka postava
- Špiro Guberina kao Očenašek
- Ivan Šubić kao gospodin Halapir
- Ana Hercigonja kao gazdarica Stefanija
- Mia Oremović kao konobarica
- Fabijan Šovagović kao gospon u Kavani
- Krešimir Zidarić
- Stevo Vujatović
- Zvonimir Rogoz
- Uglješa Kojadinović
- Olga Pivac
- Angel Palašev
- Zvonimir Jurić
- Ivan Katić
- Nikola Car
- Boris Miholjević
- Ivo Fici
- Ervina Dragman
- Josip Bobi Marotti
- Pero Kvrgić
- Ljudevit Galić
- Joža Šeb
- Martin Sagner
- Mladen Šerment
- Ivo Serdar
- Kvartet „Studio“

## Epizode
- Prva epizoda, 15. siječnja 1969.[1]
- Druga epizoda, 22. siječnja 1969.[3]
- Treća epizoda, 29. siječnja 1969.[4]
- Četvrta epizoda, 5. veljače 1969.[5]